# 安基苑
安基苑（英語：On Kay Court）是香港的一個居者有其屋屋苑，由前市政局及香港房屋委員會合作發展，並由後者負責為屋苑之建築設計、監管整個發展過程及推售，位於九龍觀塘區牛頭角振華道20號，鄰近振華苑，分別在1982年及1984年落成，共有四座樓宇。項目亦是市政局1999年解散前僅餘三個物業發展項目之一（另外兩個分別為西灣河欣景花園及長沙灣寶麗苑）。

## 屋苑資料

### 樓宇
| 樓宇名稱（座號） | 樓宇類型     | 落成年份 | 層數 | 每層伙數 | 每座單位總數（伙） | 建築師       | 承建商   | 採用的升降機廠商   |
| ---------------- | ------------ | -------- | ---- | -------- | ------------------ | ------------ | -------- | ------------------ |
| 基仁閣（A座）    | 彈性十字一型 | 1982年   | 29   | 8        | 232                | 房屋署建築師 | 鴻運建築 | 快高靈 （Falconi） |
| 基信閣（B座）    | 彈性十字一型 | 1982年   | 29   | 8        | 232                | 房屋署建築師 | 鴻運建築 | 快高靈 （Falconi） |
| 基康閣（C座）    | 彈性十字一型 | 1984年   | 29   | 8        | 232                | 房屋署建築師 | 鴻運建築 | 快高靈 （Falconi） |
| 基裕閣（D座）    | 彈性十字一型 | 1984年   | 28   | 8        | 224                | 房屋署建築師 | 鴻運建築 | 快高靈 （Falconi） |

### 商場

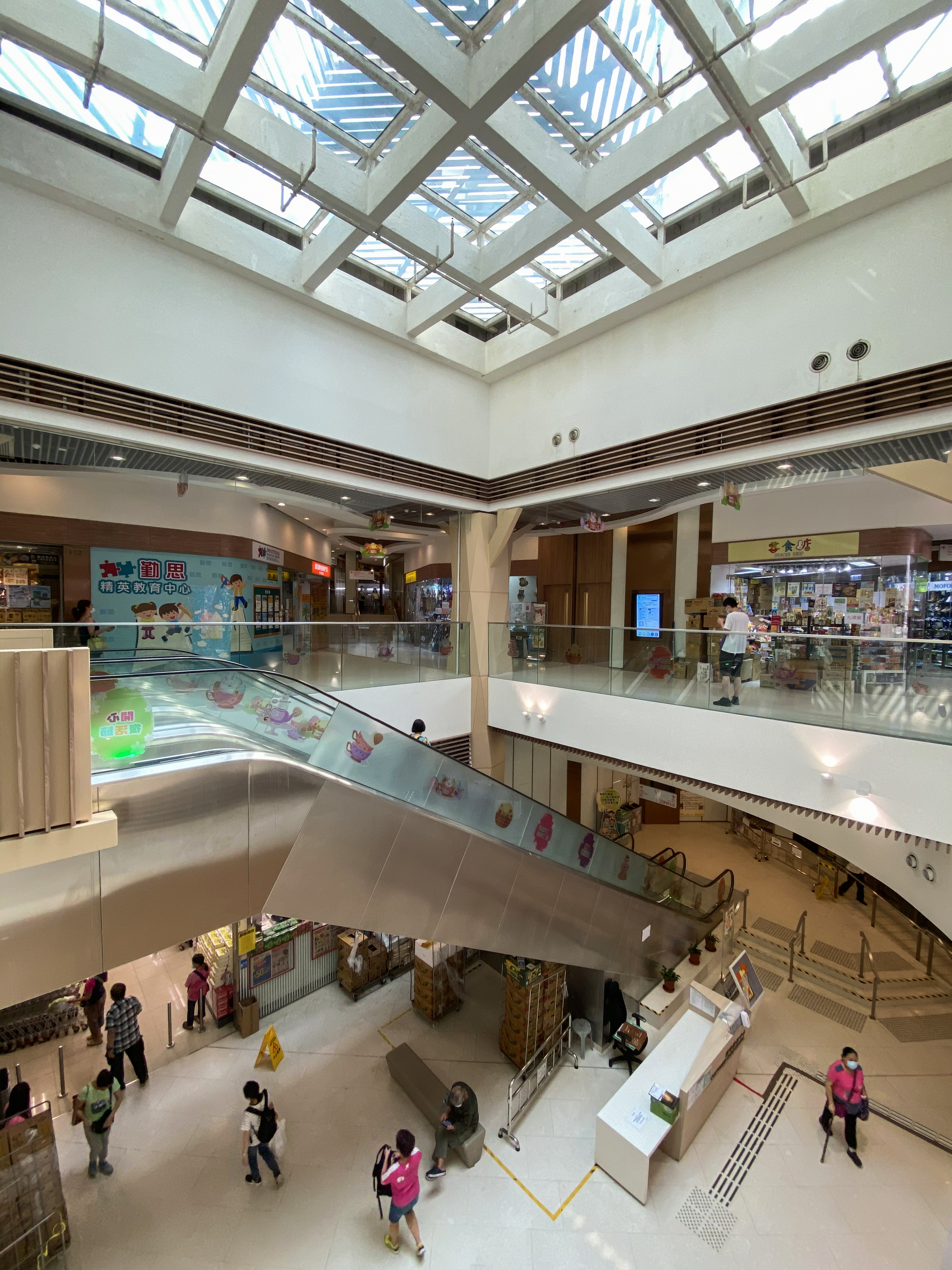
2016年翻新後的安基商場中庭

安基商場（前稱安基苑商場）屬舊式居屋商場，1984年落成，樓高兩層，商場頂部為平台。租戶包括結婚繡品、茶餐廳、眼鏡店、上海理髮店、補習社、牛頭角郵政局、香港郵政「智郵站」、豐昌順校服店、洗衣店、嘉豪酒家和惠康超級市場。商場同時提供行人天橋，連接牛頭角下邨、牛頭角市政大廈及牛頭角巴士總站，經牛頭角下邨的行人天橋網絡，可到達港鐵九龍灣站和牛頭角上邨。商場採用蒂森克虜伯製扶手電梯。
房委會於2013年推出活化商場計劃，將部份停車場空間改為商舖，並引入連鎖食肆、商戶等，於2012/2013年度進行翻新工程，2016年完成，內容包括翻新外牆，並在翻新時名字去掉「苑」字，改為現稱，及加入新商場標誌。原有的商場名稱牌與舊有指示牌一併移除。
值得一提是，安基商場因當年領展認為「價值低」而拒絶購入，並非房委會不售出。

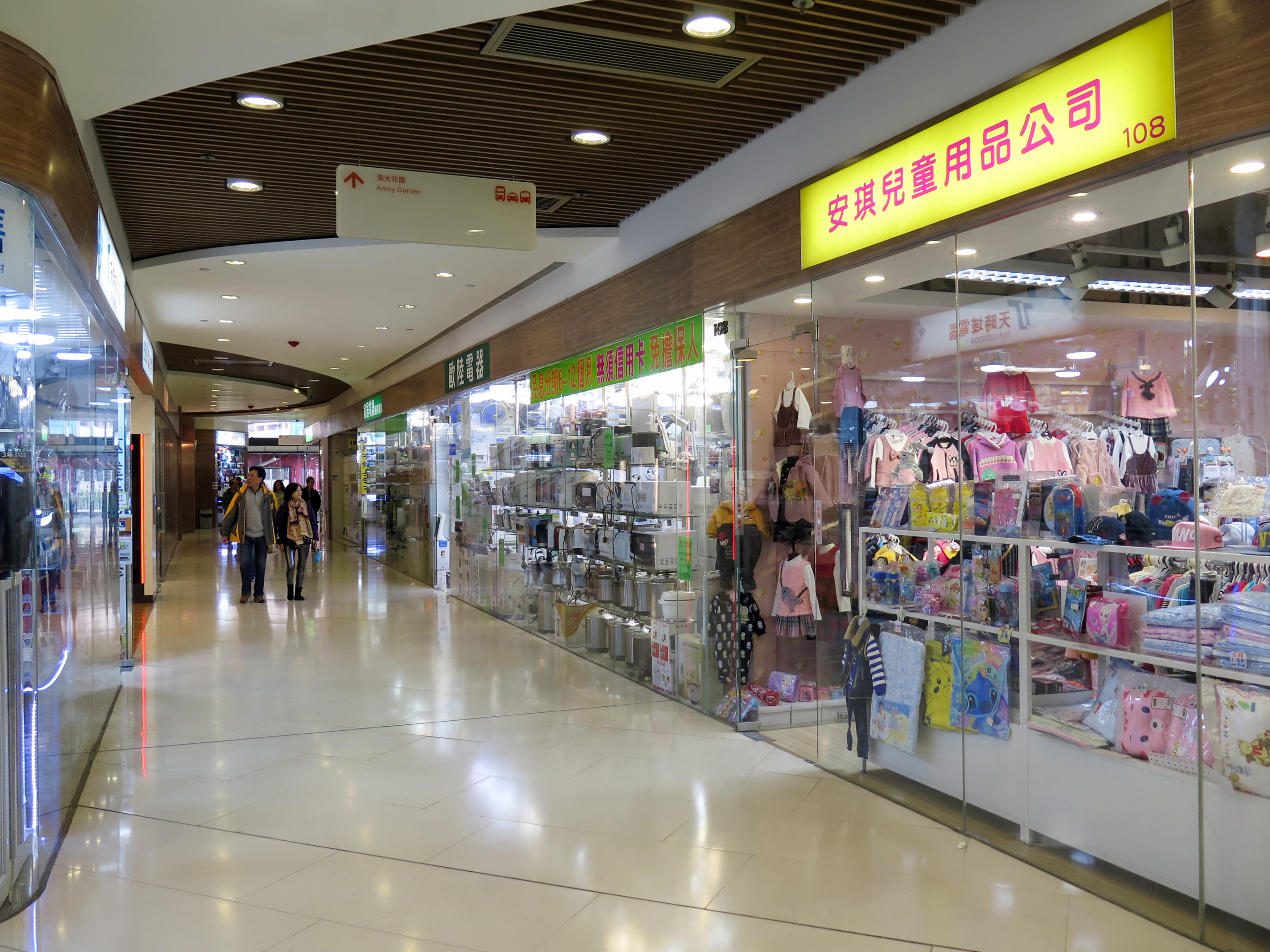
翻新後的安基商場1樓
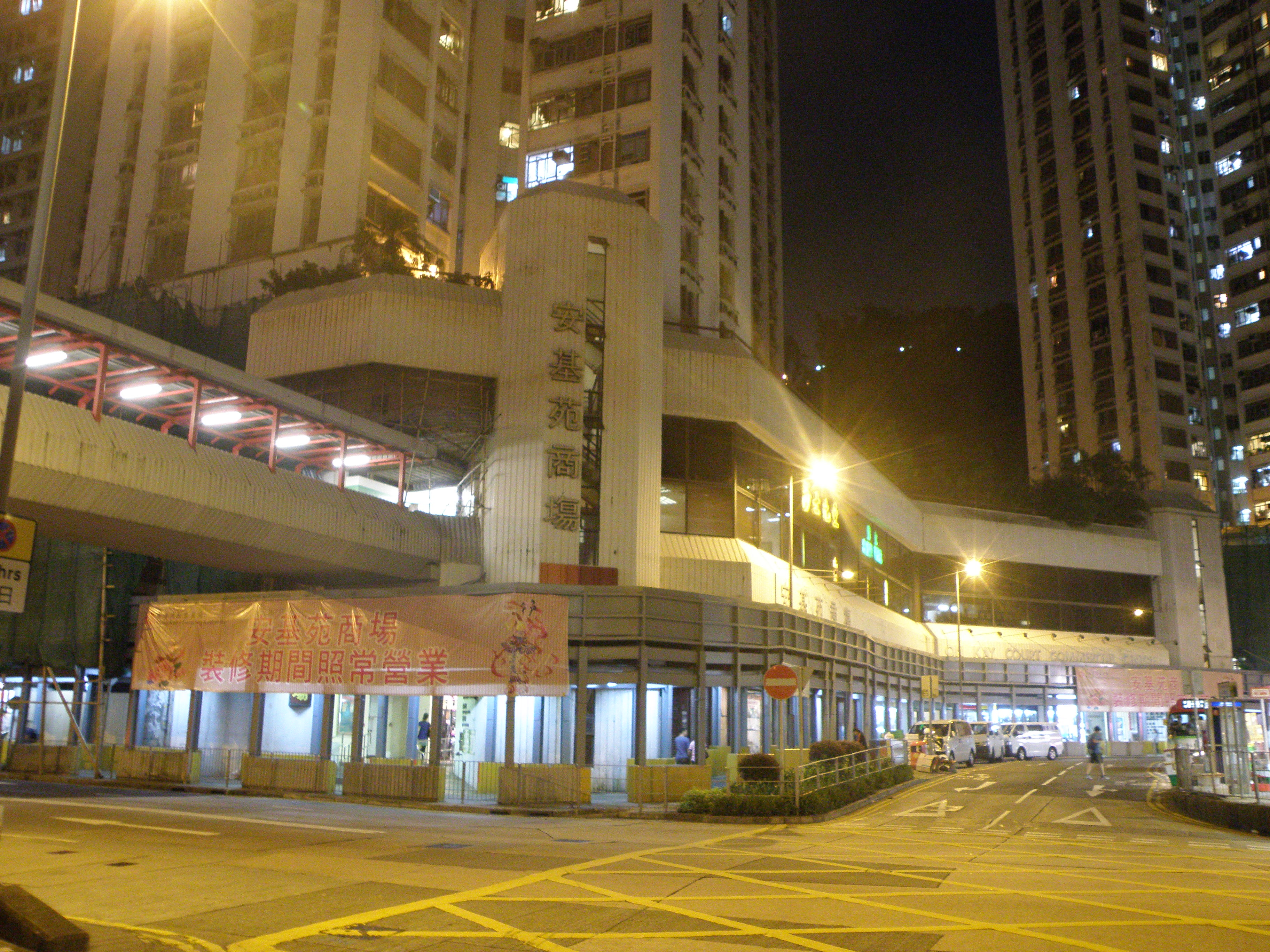
翻新前的商場外貌
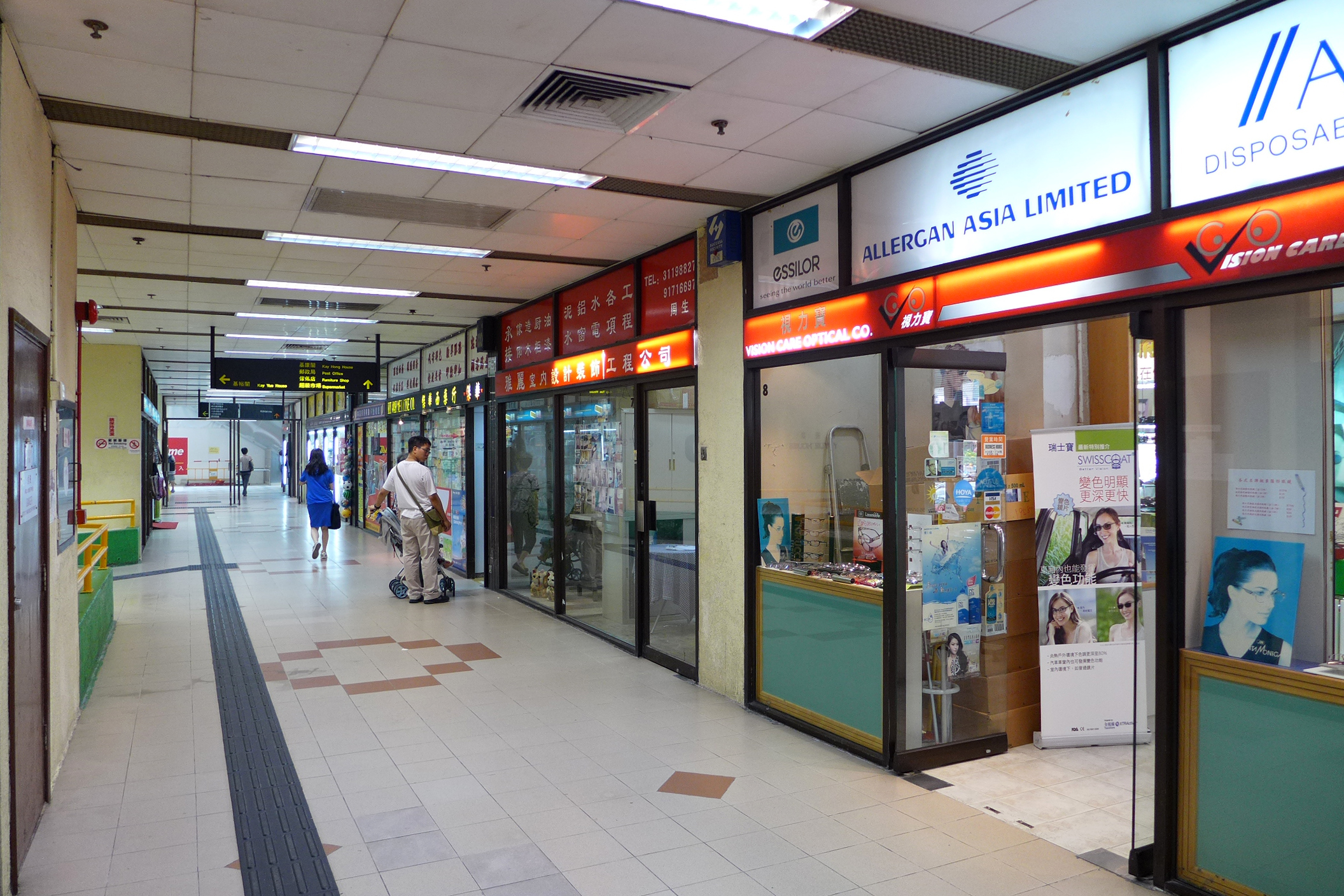
翻新前的商場地下（2014年）
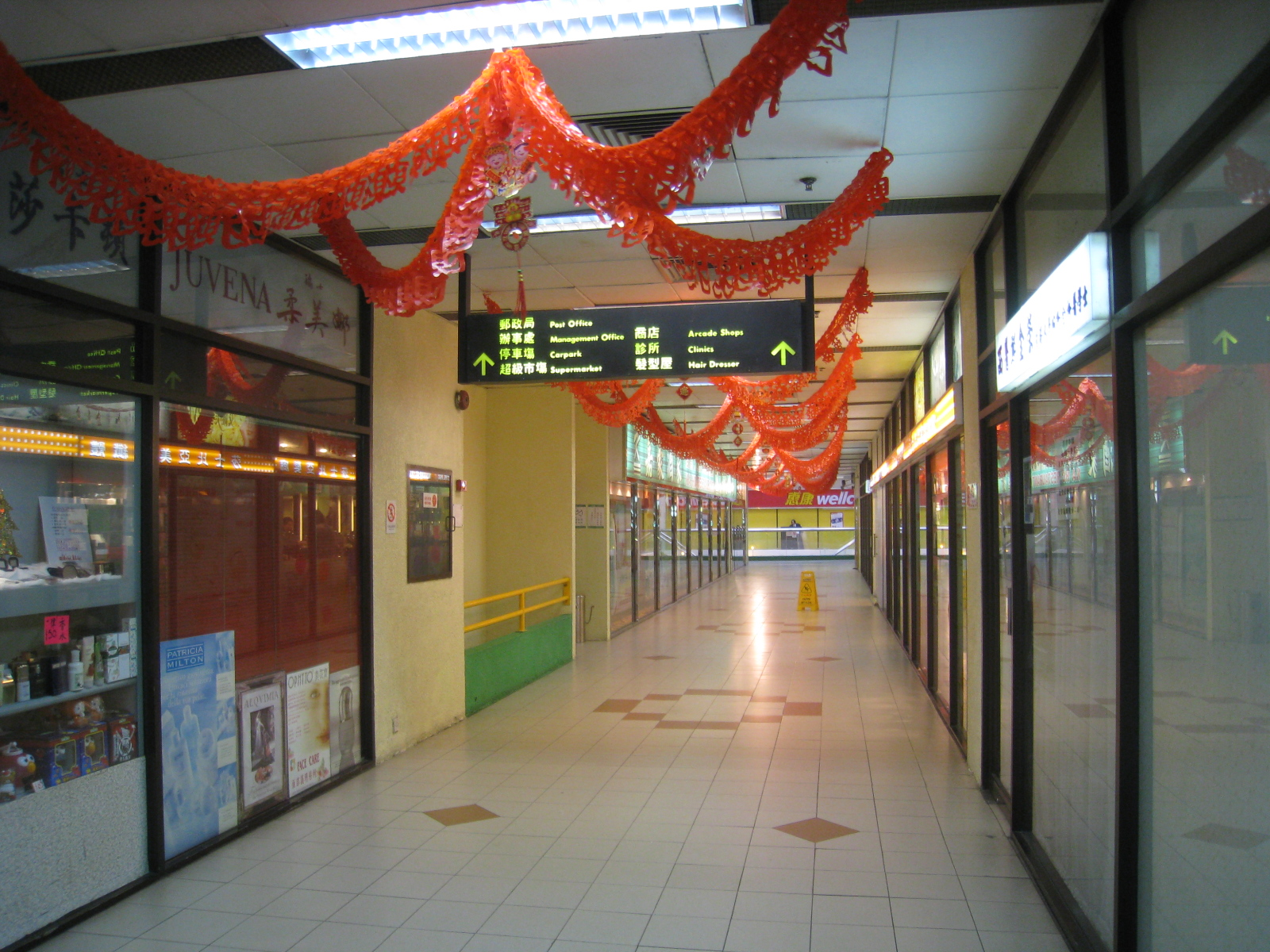
翻新前的商場1樓（2009年）
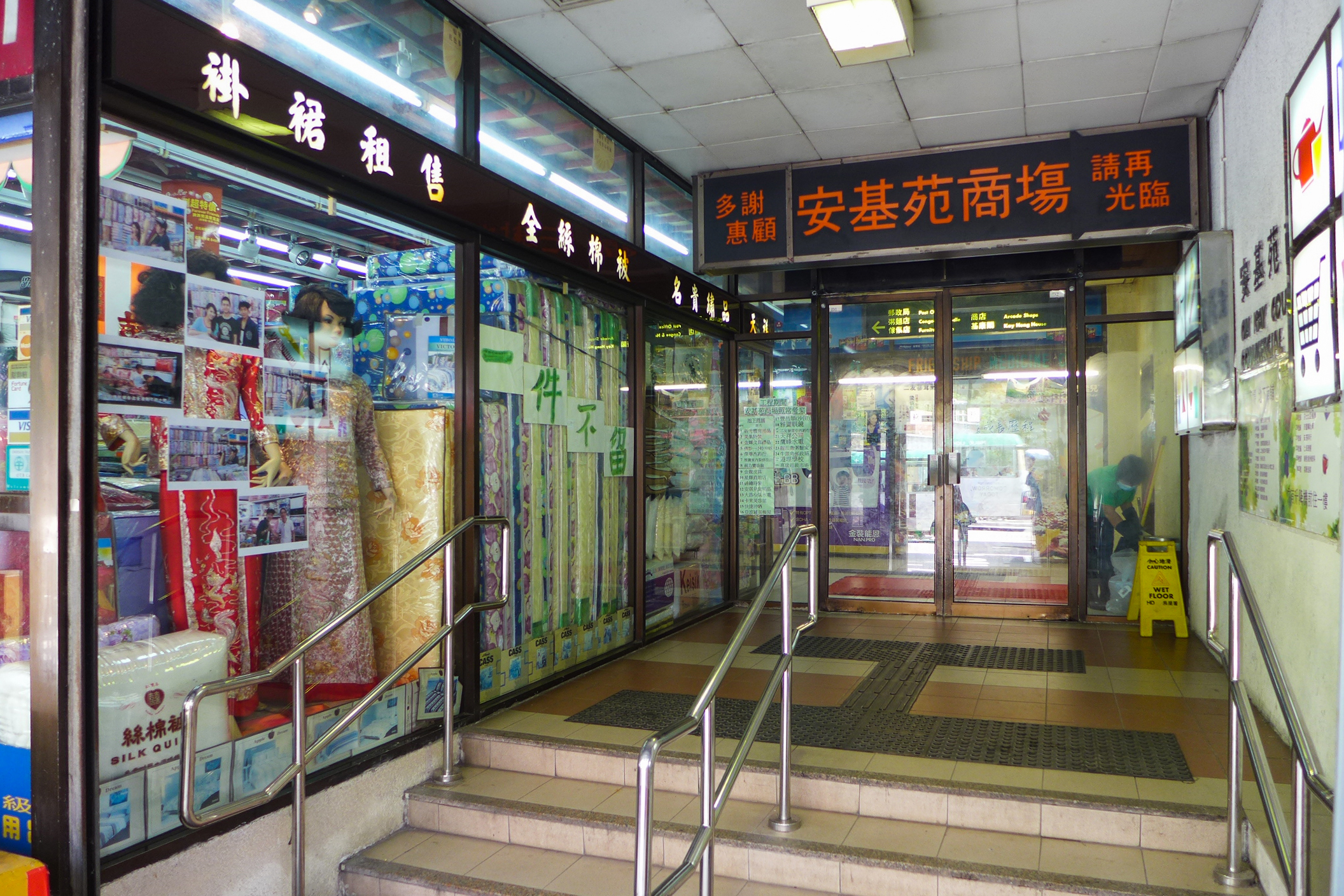
商場翻新前的入口
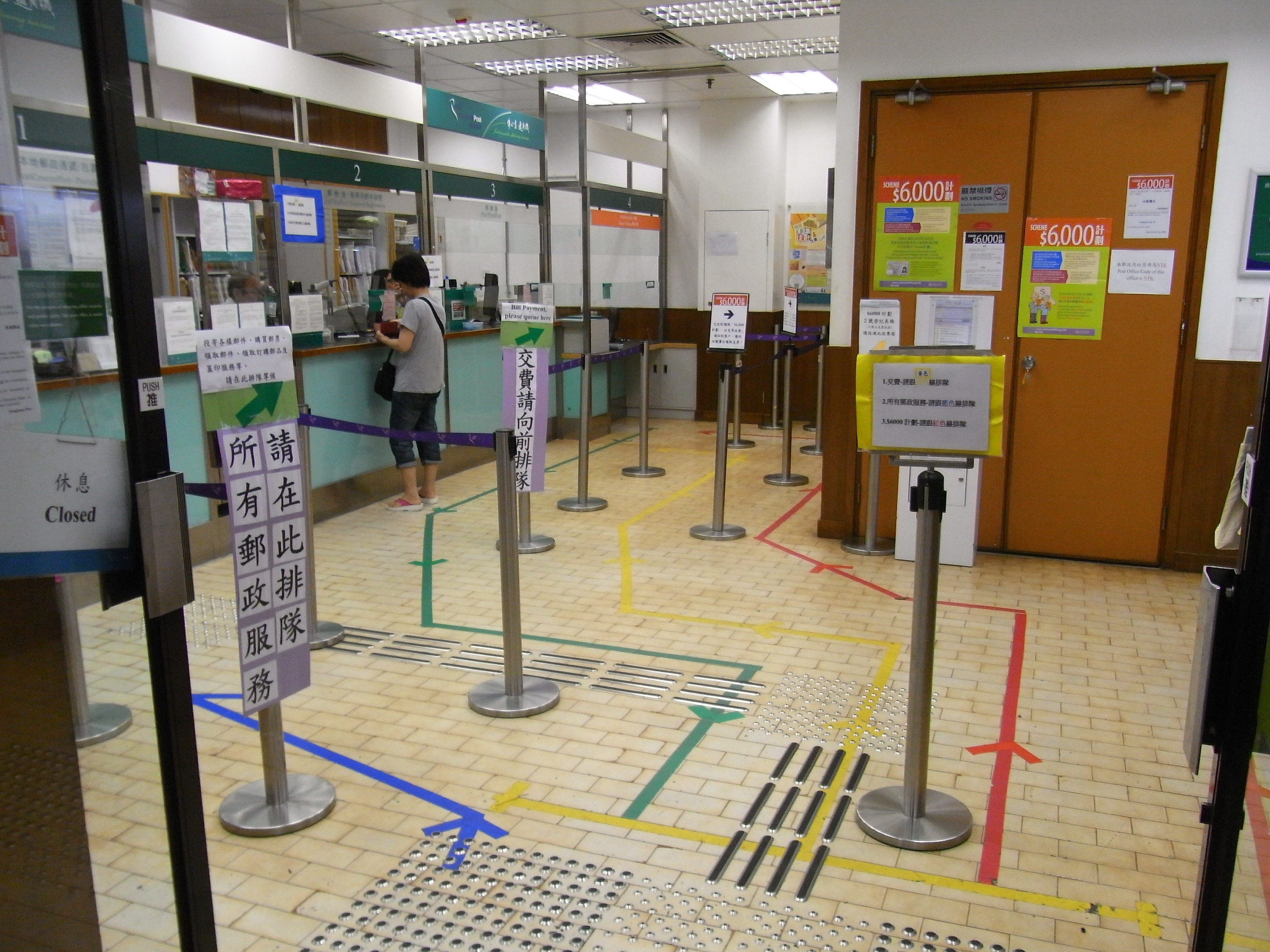
牛頭角郵政局舊舖

### 停車場
安基苑設有五層停車場，由新鴻基地產旗下威信停車場管理，提供時租、日泊和月租私家車、客貨車及電單車(只限月租)車位，時租收費在晚上11點至翌日早上7點會較低，日泊收費相若5小時時租。